# Nikifor Efremovich Vilonov
Nikifor Efremovich Vilonov (en russe : Никифор Ефремович Вилонов), surnommé Mikhaïl Zavodski, né le 21 février  1883 à Morchansk, mort le 1er mai 1910 à Davos, est un ouvrier révolutionnaire russe, membre des bolcheviks.

## Le parcours militant deMikhaïl le forgeron
Issu d’une famille ouvrière du gouvernement de Tambov, Vilonov suit de courtes études avant de devenir mécanicien dans les transports ferroviaires. Militant révolutionnaire dès 1901, il entre au POSDR en 1902 pour aussitôt participer à diverses grèves et actions politiques. Il y fait preuve tout à la fois d’une certaine autorité naturelle comme d’un sens aigu de l’organisation. Très actif durant la grève générale de 1903 en Russie méridionale, ses activités lui valent d’être arrêté puis d’être interdit de séjour par la police tsariste. Quittant sa région natale, il part en Ukraine, d’abord à Kiev puis Iekaterinoslav (aujourd’hui Dniepropetrovsk). 
Sujet, comme tous les militants socialistes de l’époque, à de nombreuses arrestations, Vilonov devient à la fin de 1905, président du conseil des ouvriers de Samara. Il exerce alors – sous le pseudonyme de Mikhail Zavodski (le forgeron) - des responsabilités qui le font connaître au sein du Parti à cet instant stratégique où les événements révolutionnaires obligent le pouvoir tsariste à accepter les premières réformes démocratiques de son histoire.
En 1907, arrêté une nouvelle fois, Vilonov est déporté dans le gouvernement d'Astrakhan d'où il réussit à s’enfuir l’année suivante. Réfugié en Suisse, il part à Capri au début de 1909, avec une douzaine de camarades, pour entrer à l’école du Parti fondée et dirigée par Bogdanov dans la résidence que Gorki loue dans l’île. 

## L'enjeu de l'École de Capri
Largement autodidacte, « Mikhaïl » a déjà correspondu de Russie avec Bogdanov, ce dernier étant intéressé par le lien direct que ce militant peut représenter avec un monde ouvrier russe dont il est totalement coupé, alors même que le prolétariat est au cœur de ses préoccupations politiques. À l'inverse, Vilonov souhaitait transposer, dans une forme accessible aux travailleurs, les théories philosophiques du concurrent de Lénine. 
Après des débuts prometteurs, la transplantation de ce militant de base dans le monde sophistiqué des intellectuels en exil - Lounatcharski, Gorki, Bazarov - ne produit pas les effets attendus. Mikhaïl se détache de ses hôtes. Il en vient même à former envers eux un scepticisme grandissant, accentué sans doute par son état de santé précaire. De retour en Russie à la fin de 1909 pour y sélectionner des nouveaux élèves pour l’école, le « philosophe-ouvrier » y apporte aussitôt les divergences qui divisent les pro-bogdanov et les pro-lénine tout en pensant naïvement pouvoir réconcilier ces deux termes, alors même qu'ils sont de plus en plus antagonistes au sein du POSDR. 
Insensiblement, Vilonov comprend que le projet de Bogdanov ne correspond pas exactement aux idéaux qu’il se représentait, notamment sur le rôle de la classe ouvrière dans un monde libéré du capitaliste par la magie d'un marxisme enfin réalisé. Les intrigues au sein même de l'école, dont il est clairement l’enjeu, le conduisent peu à peu à la rupture définitive avec Bogdanov. À l’inverse, le concept plus rigide mais surtout moins ésotérique, de Lénine, lui semble  plus efficace pour faire avancer en Russie la cause des travailleurs. Oulianov sait avec habileté soutenir cette évolution personnelle qui renforce la position de son courant au sein du POSDR.
En novembre 1909, avec cinq autres élèves, le « camarade Mikhaïl » abandonne définitivement Capri pour rejoindre Paris où Lénine, ne ménageant pas ses efforts, les accueille chaleureusement avant de leur donner toute une série de cours au sein d'un cénacle qui deviendra, plus tard, sous obédience léniniste, à Longjumeau, une nouvelle école pour les cadres bolchéviques. Après avoir été un « bodganoviste idéologique », Vilonov devient rapidement un « léniniste politique », ralliant avec enthousiasme son nouveau mentor.
Quelques mois plus tard, en mai 1910, alors que la direction du POSDR envisageait de le promouvoir au comité central du parti, Vilonov, à peine âgé de 27 ans, meurt de tuberculose au sanatorium de Davos.

## L'ouvrier et le marxisme léninisme
Vilonov, membre du POSDR et surtout de la fraction bolchevik dès son apparition, est au centre de la genèse du léninisme lorsqu’on considère l'enjeu qu'il a représenté en 1909 dans l'affrontement sans merci qui opposait alors Lénine à Bogdanov. Leader des « bolcheviks de gauche », celui-ci a rapidement perdu la partie d’abord sur le plan philosophique mais surtout sur le type d'éducation ouvrière, aussi ambitieux que théorique, que proposait son courant.  
Il est permis de penser, d’un certain point de vue, que cette défaite des partisans de Bogdanov confirme la rupture de 1903 entre bolchéviques et menchéviques qui s'était cristallisée sur la doctrine organisationnelle du parti. Plus profondément, en effet, ce dernier évolue, à partir de cet instant, sur le principe concret, léniniste, qui offre aux ouvriers, non pas un rôle de philosophes ou de théoriciens, mais celui de leaders formés pour la prise du pouvoir.
De fait, partisan convaincu de Lénine dans la lutte des « praktiki » contre les « intelligenti », Vilonov incarne par son parcours, sans doute trop bref mais largement célébré après Octobre un exemple concret, individuel, de la formation d'une élite prolétaire. Celle-ci, renforcée après l’échec de la révolution de 1905 dans les cercles bolchéviques en exil, prendra, après octobre 1917, une nouvelle dimension en Russie même, au cœur du nouveau pouvoir victorieux.

## sources
- Jutta Scherrer, Les écoles du parti de Capri et de Bologne. La formation de l'intelligentsia du parti, Cahiers du monde russe, EHESS, 1978.
- Jutta Scherrer, Un philosophe-ouvrier russe : N.E. Vilonov, Le mouvement social, 1980.